# Claude Lormeau
Claude Lormeau, né le 28 août 1951 à Chartres (Eure-et-Loir), est un boxeur français reconverti en homme politique.
En professionnel, il dispute 24 combats dont 20 victoires (dont 13 KO), 1 match nul et 3 défaites (dont 1 KO). Il surnommé « le Roseau », parce qu'« il plie et ne rompt pas » car son jeu se sert de son endurance au-dessus de la moyenne qui lui fait gagner ses matchs sur la fin.

## Biographie

### Enfance
À onze ans, Claude Lormeau commence le football au VS Chartres. Un an plus tard, lors de la saison 1964-1965, il remporte avec 25 points d'avance la finale départementale du concours du jeune footballeur. En minimes, il fait partie de l'équipe d'Eure-et-Loir, puis celle du Centre en cadets.
Poursuivant sa progression, il se retrouve en équipe première en Division d'Honneur alors qu'il n'est encore que juniors. Au poste de milieu récupérateur, son abattage est précieux au milieu de terrain. Mais à la suite d'une fête la veille d'un match, l'entraîneur Max Samper ne le sélectionne plus et Lormeau quitte le club du jour au lendemain.

### Boxeur
Un ami invite Claude à venir se divertir au Ring chartrain, cette salle composée d'une seule pièce sans douche ni sanitaires. En 1970, après plusieurs mois d'entraînement, le coach Marcel Lafond lui propose de participer à une réunion de boxe à Châteaudun. Son premier match se solde par un nul avant de connaître sa première défaite une semaine plus tard à Blois. Il prend sa revanche sur ce même adversaire trois semaines plus tard, sa première victoire. Les succès s'enchaînent et Lormeau progresse. À dix-neuf ans, il décroche le titre de champion de l'Orléanais espoirs en super-légers. L'année suivante, il inscrit le Challenge Machard à son palmarès par KO. Il démontre qu'il n'est pas seulement un frappeur en empochant la coupe du meilleur styliste.
En 1972, Claude Lormeau gravit encore un échelon avec une victoire en finale des Challenges de L'Équipe en super-légers. En cinq ans, il tire une cinquantaine de fois en amateurs et en indépendant, l'antichambre des professionnels. Ses défaites se comptent sur les doigts des deux mains. Le 18 février 1973, il affronte Louis Acariès dans la salle Wagram, mais le futur champion d'Europe n'arrive pas à dominer Lormeau et les juges décrètent un match nul.
Courant 1973, l'Eurélien signe avec Jean Bretonnel, l'emblématique manager de Jean-Claude Bouttier à qui il le compare. En octobre de la même année, il rejoint la salle de Bretonnel, le Sporting club dans le 10e arrondissement de Paris, et passe professionnel. Il boxe alors plus souvent à Wagram et doit attendre deux matchs (une défaite et un nul) pour connaître sa première victoire, par KO qui plus est. Une première consécration survient quand il remporte le tournoi de Paris en 1975. Il reçoit la coupe de Thierry Roland. Le 5 février 1977, il affronte le Britannique Colin Powers alors qu'il vient d'enchaîner quinze victoires consécutives, dont dix avant les limites, et désigné challenger pour le titre de champion de France des super-légers. Face à celui qui deviendra champion d'Europe, l'arbitre arrête le combat dans le 5e round en faveur de l'étranger.
Trois matchs plus tard, le titre national vacant, il est désigné avec Robert Gambini à nouveau comme challenger du championnat de France. Lormeau se prépare après avoir pris un congé sans solde de deux mois car, il a beau être professionnel, il est postier au quotidien. Le 9 décembre 1977, la salle Vallier de Marseille est chauffée à blanc par 1 500 spectateurs, tous acquis à la cause de Gambini qui évolue à domicile. Sachant que le local ne tiendrait pas sur la longueur, Lormeau encaisse les coups sans trop de difficultés et, au 10e round, place une série de droites fatale. Les supporters marseillais s'en prennent alors aux quelques soutiens de l'Eurélien et une bagarre générale éclate dont des policiers sortiront blessés.
Claude Lormeau pense ensuite à l'étape suivante, le titre européen de Jean-Baptiste Piedvache. En attendant, il doit penser à défendre son titre national. Le 30 mars 1978, il défie Jean Saadli au stadium de Paris. Pendant cinq reprises, le Chartrain est mené au point, mais son opposant finit par abandonné à l'appel de la 9e reprise. Dans les vestiaires du Stadium et devant témoin, Piedvache donne son accord pour mettre son titre de champion d'Europe en jeu. La date du 21 mai à Aubagne est fixée. Néanmoins, le manager de Piedvache refuse finalement le combat, la raison invoquée étant la prime trop faible.
Miné par les regrets de n'avoir pu aller jusqu'au bout de ses possibilités, et après mûre réflexion, il décide de prendre sa retraite : « Je venais d'avoir un deuxième enfant. Le temps était venu d'arrêter cette vie qui me voyait me lever à 6h15, travailler jusqu'à 13 heures, partir en train à Paris pour m'entraîner, revenir à 21 heures. (...) C'était trop de sacrifices pour trois combats dans l'année. Je n'ai ni gagné, ni perdu d'argent. Exemple : pour préparer mon championnat de France, les deux mois sans solde m'ont coûté 8 000 francs. J'ai perçu 10 500 francs de ma bourse. Alors gagner 2 500 francs pour en prendre plein la gueule, merci ».
Il se met alors au tennis qui le mène à la présidence du club de Nogent-sur-Eure et à un classement à 15/4 en deux ans. Il poursuit avec les concours d'attelage où son amour des chevaux et de la compétition est assouvi pendant dix ans.

### Reconverti homme politique
Son métier de postier lui permet de connaître les habitants de sa commune de Saint-Georges-sur-Eure dont il est élu maire en 1995, poste qu'il occupe jusqu'en 2001 avant de devenir conseiller municipal.

## Palmarès
Championnat de France poids moyen (2)
- Champion en 1977 et 1978[E 1]

Challenge Machard (1)
- Vainqueur en 1971[E 1]

Challenge de L'Équipe super-légers (1)
- Vainqueur en 1972[E 1]

Championnat de l'Orléanais espoirs super-légers (1)
- Champion en 1970[E 1]

## Style de boxe
Sa nature, qui lui permet de conserver un poids fixe aux alentours de 62-63 kg pour 1,75 m, convient bien à la boxe anglaise. Il combine cela à une hygiène de vie irréprochable : sans alcool, sans cigarettes et avec le moins de sorties possible. Il apparaît très vite que sa frappe du poing droit fait mal. Mais ses crochets du gauche le font tout autant. Un autre de ses atouts est l'anticipation, avec laquelle il esquive un maximum de coups.

### Ouvrage de référence
- Gérald Massé et Romain Léger, Les exploits des sportifs d'Eure-et-Loir : 1965-2015, Dreux, Antipodes, octobre 2015, 336 p. (ISBN 978-2-9553628-0-8)

1. 1 2 3 4 5  Boxe - 1977 / Claude Lormeau : la foudre dans le poing droit ... / Repères, p. 69
2. 1 2 3 4 5 6 7  Boxe - 1977 / Claude Lormeau : la foudre dans le poing droit ..., p. 63
3. 1 2 3 4 5 6 7 8 9 10 11 12 13 14 15 16  Boxe - 1977 / Claude Lormeau : la foudre dans le poing droit ..., p. 64
4. 1 2 3 4 5 6 7 8 9 10  Boxe - 1977 / Claude Lormeau : la foudre dans le poing droit ..., p. 65
5. 1 2 3 4 5 6  Boxe - 1977 / Claude Lormeau : la foudre dans le poing droit ..., p. 66
6. 1 2 3 4 5 6 7  Boxe - 1977 / Claude Lormeau : la foudre dans le poing droit ..., p. 67

### Autres références
1. ↑  « SALLE WAGRAM 2002 », sur netboxe.com, 3 juin 2002 (consulté le 20 septembre 2016)